# Südliche Grant-Gazelle
Die Südliche Grant-Gazelle (Nanger granti) ist eine Art aus der Gattung der Spiegelgazellen innerhalb der Familie der Hornträger. Sie kommt in Ostafrika vor, hauptsächlich im nordwestlichen Tansania sowie im südwestlichen Kenia, und lebt in offenen Savannenlandschaften. Es handelt sich um einen großen Vertreter der Gazellen. Charakteristische Merkmale finden sich neben den markant gebogenen Hörnern unter anderem in dem seitlich auskeilenden hellen Rumpffleck. Das Sozialleben ist komplex und besteht aus variierenden Herdengruppen unterschiedlicher Geschlechterzusammensetzung zuzüglich einzelgängerischen männlichen Individuen. Die Tiere ernähren sich hauptsächlich von harten Gräsern und weichen Pflanzenbestandteilen. Die Fortpflanzung findet ganzjährig statt, in der Regel bringt ein Muttertier nur ein Junges zur Welt. Die Südliche Grant-Gazelle wurde im Jahr 1872 wissenschaftlich eingeführt. Ursprünglich galten alle Grant-Gazellen als zu einer Art gehörig. Genetische Untersuchungen aus dem Beginn des 21. Jahrhunderts teilten diese aber in drei unabhängige Linien auf. Der Gesamtbestand der Grant-Gazellen gilt als ungefährdet.

## Merkmale

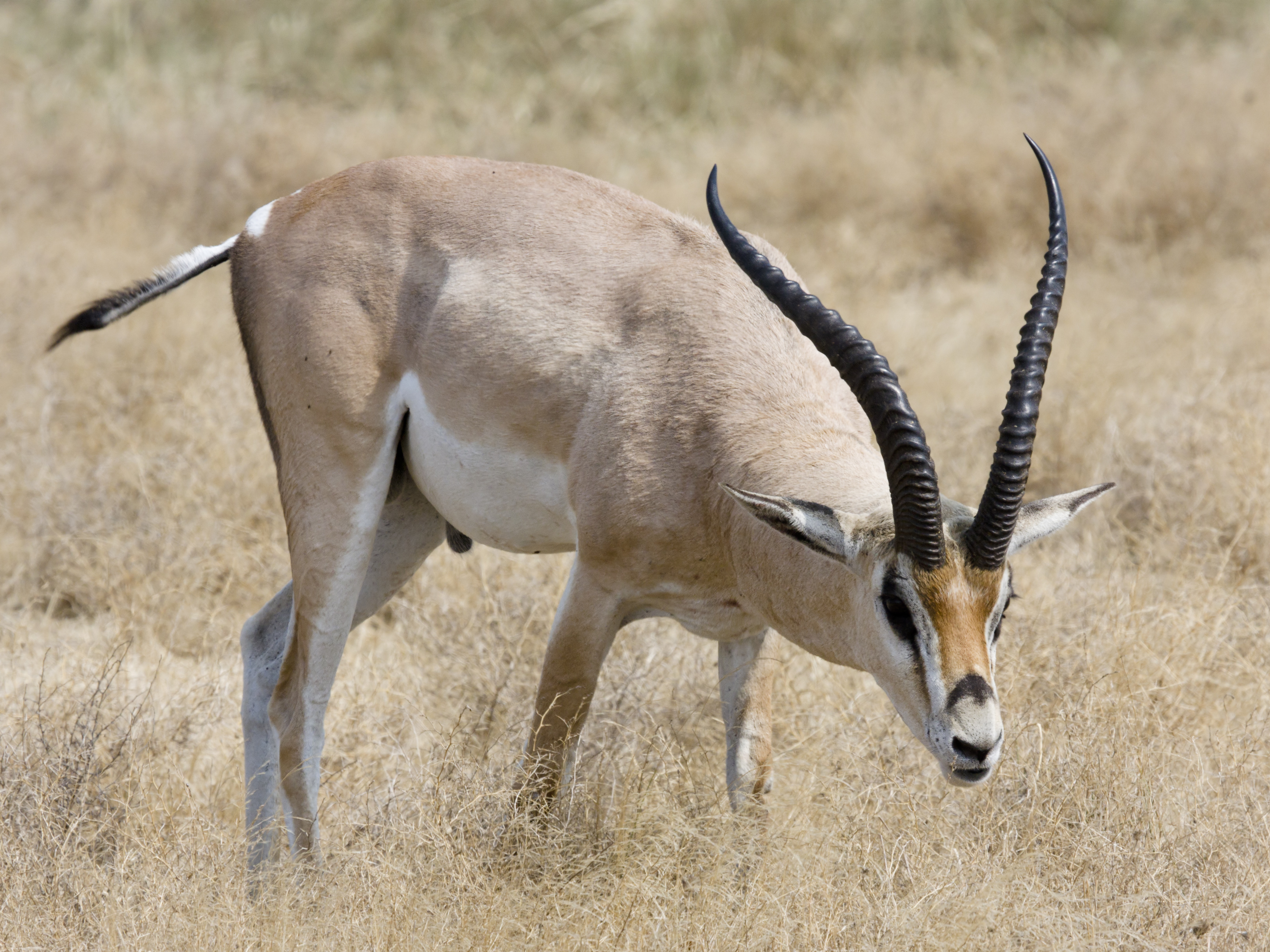
Südliche Grant-Gazelle im Ngorongoro-Krater

Die Südliche Grant-Gazelle ist eine vergleichsweise große Gazellenart. Sie erreicht eine Kopf-Rumpf-Länge von 134 bis 153 cm bei männlichen und rund 127 cm bei weiblichen Tieren, hinzu kommt ein 27 bis 34 cm langer Schwanz. Die Schulterhöhe beträgt bei Männchen 84 bis 94 cm, bei Weibchen 75 bis 83 cm. Dementsprechend variiert das Gewicht männlicher Individuen zwischen 58 und 81,5 kg und das weiblicher zwischen 38 und 67 kg. Der Rücken sowie die Seiten sind rotbraun gefärbt, die Bauchseite und zusätzlich die Innenseiten der Gliedmaßen erscheinen weißlich. Weitere weiße Flecken treten an der Kehle und am hinteren Rumpf auf. Letzterer, als „Spiegel“ bezeichnet, erstreckt sich bis über den Schwanzansatz, ist ungeteilt und keilt seitlich etwas in den Körper aus. Hier trennen zusätzliche schmale schwarze und senkrecht stehende Streifen die rötlichbraune Grundfärbung vom weißen Fleck. Die Schwanzunterseite und das buschige Schwanzende sind ebenfalls schwarz. Die Schwanzoberseite ist weiß und unterscheidet sich damit von der rötlichbraunen der Östlichen Grant-Gazelle (Nanger petersii). Bei dieser ist der Rumpffleck außerdem geteilt. An den Seiten verläuft jeweils ein horizontales Band, das allerdings bei männlichen Tieren nicht sehr stark ausgeprägt ist wie bei weiblichen. Im Gegensatz dazu haben die Männchen der Nördlichen Grant-Gazelle (Nanger notatus) einen markanteren Seitenstreifen. Der Kopf sitzt auf einem kräftigen Hals. Im Gesicht umrahmt ein schwarzer Streifen die Augen, die Nase bedeckt ein dunkler, dreieckiger Fleck. Die Voraugendrüsen sind klein. Die Ohren werden 16 bis 18,5 cm lang. Hörner kommen bei beiden Geschlechtern vor. Sie sind stark geringelt und bei Weibchen graziler gestaltet als bei Männchen. Ihre Form erinnert grob an eine Leier, am Kopf steigen sie zuerst steil auf, biegen dann deutlich seitlich nach außen und zeigen mit der Spitze nach hinten. Die Länge beträgt 50 bis 80 cm bei Männchen und 30 bis 45 cm bei Weibchen. Die Hornspitzen stehen 26 bis 66 cm weit auseinander.

## Verbreitung und Lebensraum

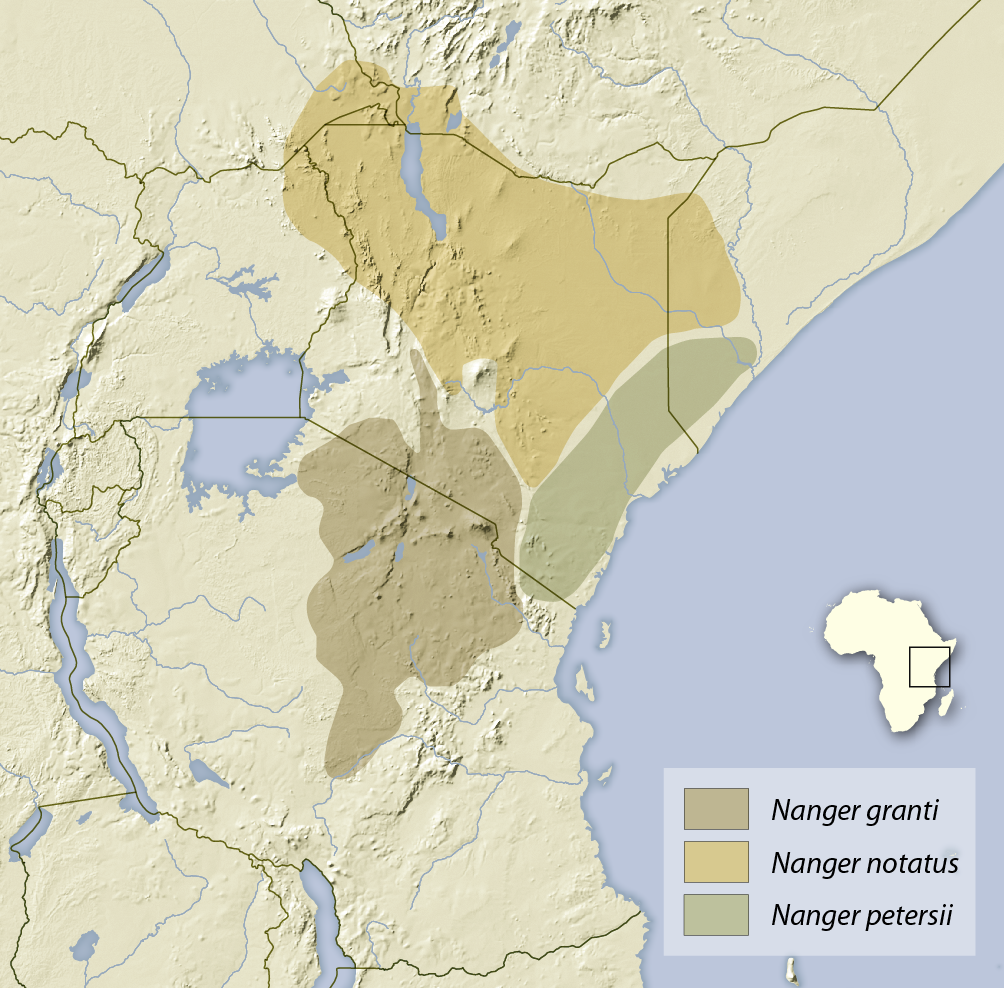
Die Verbreitungsgebiete der drei Arten der Grant-Gazellen

Die Südliche Grant-Gazelle kommt in Ostafrika vor. Das Verbreitungsgebiet reicht vom Elmenteitasee im Ostafrikanischen Graben ostwärts über Nairobi bis zum Tsavo-West-Nationalpark, durch einzelne Ausbreitungsbewegungen ist die Gazellenart auch im Westen des Tsavo-East-Nationalparks anzutreffen. Im Südwesten schließt der Lebensraum das Serengeti-Ökosystem mit ein. Die Tiere leben in offenen, trockenen Savannenlandschaften, teilweise aber auch in eher geschlossenen Habitaten, wo sie aber weitgehend buschige Täler nutzen. Unter Umständen sind sie auch in kühleren Hochlagen anzutreffen. In der Regel toleriert die Südliche Grant-Gazelle keine weichen Böden.

## Lebensweise

### Territorialverhalten
Das Sozialverhalten der Südlichen Grant-Gazelle ist komplex. Den Grundbestand bilden verschiedene Herdenstrukturen, die an sich aber relativ instabil sind. Herden aus rein weiblichen Tiere umfassen durchschnittlich 6,1 Individuen, bei Harems, also einschließlich eines dominanten Männchens, sind es durchschnittlich 9,6 Individuen. Junggesellengruppen aus nur männlichen Tieren bestehen aus durchschnittlich 4,6 Individuen. Gemischte Verbände aus sowohl männlichen als auch weiblichen Tieren können mitunter groß werden und im Schnitt 46,5 Individuen einschließen, die obere Grenze kann bei 400 und mehr liegen. Im letzten Fall handelt es sich um Kongregationen mehrerer Verbände, die innerhalb weniger Stunden wieder zerfallen. Daneben treten auch einzelne Böcke auf, die dann ein territoriales Verhalten zeigen. Alle bekannten Herdenstrukturen der Südlichen Grant-Gazelle sind in waldigeren Landschaften größer als in der offenen Savanne. Abweichend hiervon werden die gemischten Gruppen in geschlosseneren Gebieten kleiner und bestehen aus nur rund einem Dutzend bis maximal 40 Tieren. Generell stellen die gemischten Verbände in der Serengeti etwa die Hälfte aller Herdenformen, in waldigeren Landschaften gehen sie auf etwa 12 % zurück und es dominieren eher die Harems mit rund einem Drittel der Herden. Variationen lassen sich auch über das Jahr hinweg feststellen. Die Gruppengröße der Herden nimmt in der Regenzeit ab, gleichzeitig steigt die Territorialität der männlichen Tiere an. In der Trockenzeit sinkt die Territorialität wieder, während gleichzeitig die gemischten Verbände zunehmen.

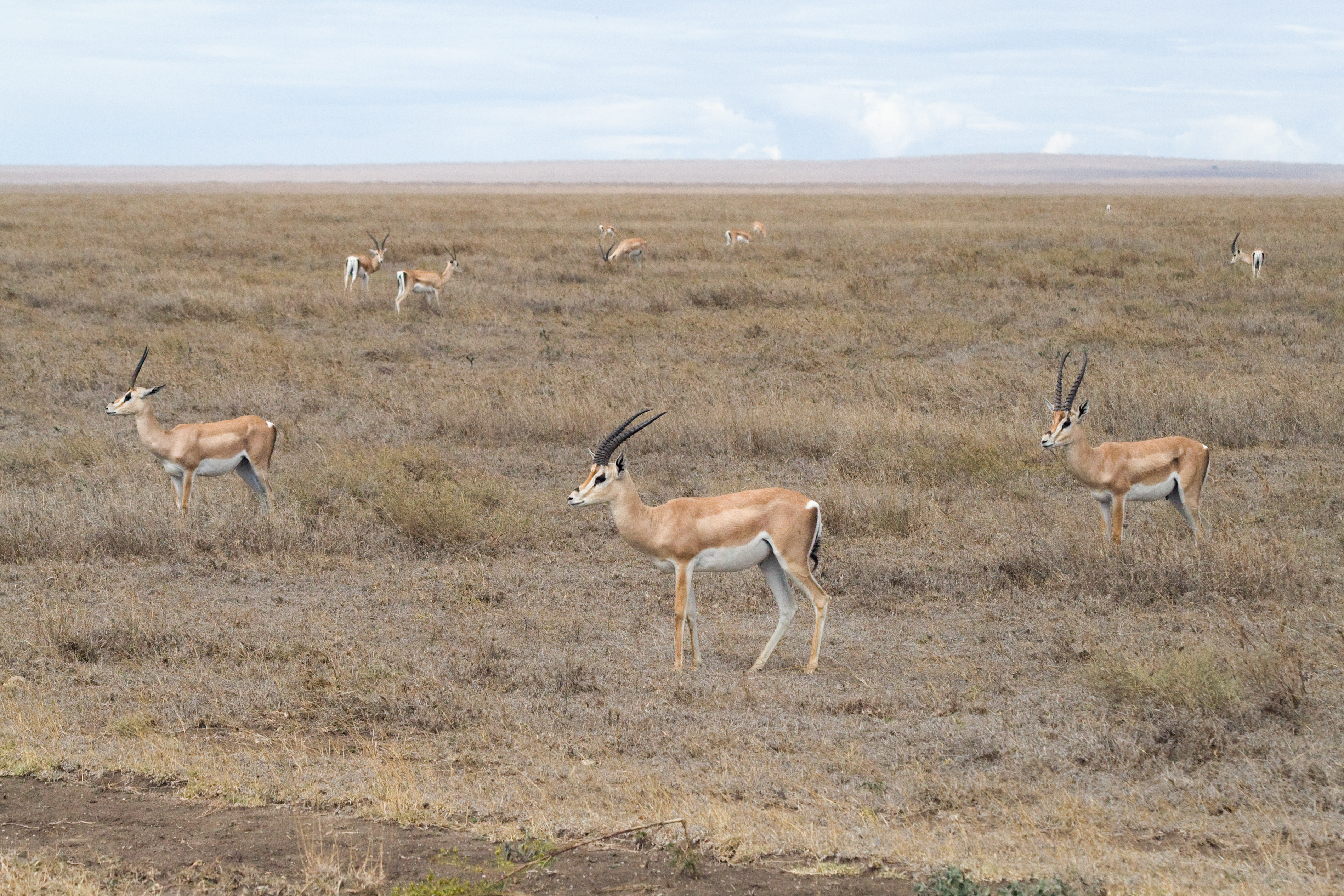
Südliche Grant-Gazelle in der Serengeti

Die Junggesellengruppen der männlichen Tiere schließen junge und ältere Böcke ein. Innerhalb der Gruppe gibt es eine altersabhängige Hierarchie. Die Tiere untereinander tragen zahlreiche Sparringskämpfe aus. Während der Wanderung der Junggesellengruppe läuft das dominante Männchen hinter den untergeordneten Individuen, gleiches gilt für die Harems. Die territorialen Böcke besetzen Reviere von 2,5 bis 10 km² Größe. In der Serengeti erreichen diese einen Durchmesser von 1 bis 2 km, im Ngorongoro-Krater belaufen sie sich hingegen auf 300 bis 600 m. Sie liegen in den Schweifgebieten der größeren Herdenverbände, die sich auf bis zu 20 km² ausdehnen. Innerhalb dieser vollzieht eine Herde tägliche Wanderungen zu den verschiedenen Fress- und Ruhestellen. Sie legt dabei täglich rund 10 km zurück, der Zug findet im Reihenmarsch statt. Die Aktionsräume können sich an den Grenzen mit denen anderer Herden überschneiden, was auch einzelnen Individuen das Wechseln der Gruppe ermöglicht. Verlässt ein territorialer Bock hingegen sein Revier, um mit einer Herde zu ziehen, so erlangt er den Status eines Junggesellen. Andererseits kann ein Männchen eines Harems den territorialen Bock vertreiben und selbst territorial werden. In waldigeren Gebieten halten sich rein weibliche Gruppen mit Jungtieren häufig über mehrere Monate im Gebiet eines territorialen Bockes auf, sie fungiert dann als Harem des Besetzers. In Regionen mit großen Wanderungsbewegungen der Herden wie in der Serengeti sind die Territorien der Böcke dagegen weitgehend instabil. Die Grenzen werden durch besondere Landschaftsmarken definiert und in der Regel mit Urin oder Kot gekennzeichnet. Die nur kleine Voraugendrüse der Südlichen Grant-Gazelle spielt bei der Reviermarkierung im Gegensatz zu zahlreichen anderen Gazellen wie den Thomson-Gazellen keine Rolle. Ansprüche auf Territorien drücken Männchen durch Wischen mit den Hörnern durch das Gras aus. Außerdem präsentieren sie sich auf erhöhten Stellen in seitlicher Position mit hoch gehaltenem, hin und her schwingendem Kopf, wodurch sie ihre kräftige Nackenmuskulatur zeigen; vor allem die schwingende Kopfbewegung ist ungewöhnlich für Gazellen. Diese Position halten sie bis zu einer viertel Stunde. Bei Revierkämpfen umkreisen sich die Kontrahenten mehrfach langsam in bis zu 10 m Abstand und kommen dann mit gesenktem Gehörn bis auf 3 m zusammen. Danach recken sie die Köpfe und präsentieren ihren Kehlfleck. In fast der Hälfte der Fälle gibt einer der Kontrahenten auf, in etwa einem Viertel der Fälle kommt es zum Kampf. Dieser besteht in einem Ringwettstreit, bei dem die Hörner ineinander verkeilt werden.
Die Südliche Grant-Gazelle tritt häufig gleichzeitig mit den verschiedenen Vertretern der Thomson-Gazellen auf. Ähnlich wie diese vollzieht auch die Südliche Grant-Gazelle in offenen Landschaften der Serengeti jährliche Wanderungen. Diese sind aber teils gegenläufig zu denen der anderen großen Pflanzenfresser der Region. Die Tiere besetzen dabei vor allem trockene Landschaften, was möglicherweise die Konkurrenz mindert. In der Regel verlässt die Südliche Grant-Gazelle während der Wanderung als letzte ein bestimmtes Gebiet.

### Ernährung und Energiehaushalt
Die Nahrung der Südlichen Grant-Gazelle besteht aus gemischter Pflanzenkost (mixed feeding) und setzt sich sowohl aus harten Gräsern als auch weicheren Pflanzenteilen zusammen. Die Qualität der Nahrung ist dadurch abhängig von den Jahreszeiten, generell erhöht sich der Anteil der weichen Pflanzenkost in der Regenzeit. Über das gesamte Jahr gesehen beziehen weibliche Tiere ihre Nahrung nach Analysen von Mageninhalten aus der Region um Arusha in Tansania zu 69 % von weicher und zu 27 % von harter Vegetation. Bei männlichen Tieren liegt der Anteil weicher Pflanzenbestandteile mit rund 86 % etwas höher. Die typische Ernährungsweise der Südlichen Grant-Gazelle spiegelt sich auch in Isotopenanalysen wider. Aufgrund der Anpassungen an einen trockenen Landschaftsraum benötigten die Tiere kaum Trinkwasser und kommen lange Zeit ohne Wasserzufuhr aus.
Die Südliche Grant-Gazelle ist an extrem trockene Bedingungen angepasst. Bei hohen äußeren Temperaturen kann die Körpertemperatur auf bis zu 46,5 °C ansteigen und die Umgebungstemperatur um 0,5 bis 2 °C übertreffen. Dabei fließt Körperwärme von der inneren zur äußeren Region und vermeidet so Hecheln oder Schwitzen und damit zusätzlichen Wasserverlust durch Oberflächenverdunstung an der Haut.

### Fortpflanzung
Die Fortpflanzung findet ganzjährig statt, es gibt aber eine höhere Geburtenrate von Dezember bis Februar und von August bis September. Die erste Phase fällt in die kurze Regenzeit, die zweite in die Trockenzeit. Anzeichen der Paarungsbereitschaft bei weiblichen Tieren finden sich unter anderem in einem starren Schwanz. Böcke folgen brünftigen Weibchen in einer typischen Körperhaltung mit erhobenem Schwanz und erhobener Nase, dabei stoßen sie stotternde Laute aus. Häufig versucht die Geiß das Männchen zu umgehen, aufdringliche Männchen drängt sie zurück. Das Treiben der Geiß durch den Bock findet bei mäßiger Geschwindigkeit statt, bei der Flucht des Weibchens folgt das Männchen nur selten, es versucht aber gelegentlich den Weg durch eine seitliche Körperhaltung zu blockieren. Mitunter drückt das Männchen ein typisches Flehmen aus, was eine provozierte Urinabgabe beim Weibchen verursacht. In rund vier Fünftel aller Fälle beendet das Männchen dann die Kontaktaufnahme. Der Geschlechtsakt wird mehrfach wiederholt, das Männchen steht dabei auf den Hinterbeinen.
Die Tragzeit dauert 198 bis 199 Tage. Es kommt jeweils ein Junges zur Welt, Zwillingsgeburten sind nicht bekannt. Der Nachwuchs wird im Gebüsch versteckt. Das Muttertier ruft das Junge mit einem blökenden Laut und nickendem Kopf zum Saugen auf. Teilweise treffen sich mehrere Weibchen zum Säugen ihrer Jungtiere. Junge Weibchen erreichen mit 420 bis 450 Tagen die Geschlechtsreife, bei Männchen dauert es fast doppelt so lang. Unter Umständen können Weibchen aber schon nach rund 210 bis 290 Tagen eigenen Nachwuchs austragen. Die Lebenserwartung in freier Wildbahn ist unbekannt, Tiere in menschlicher Gefangenschaft wurden bis zu 19 Jahre alt.

### Fressfeinde und Parasiten
Die bedeutendsten Fressfeinde der Südlichen Grant-Gazelle sind Löwen, Geparden, Leoparden und Afrikanische Wildhunde. Allerdings macht die Art nur einen geringen Anteil in der Jagdbeute der Raubtiere aus. Dies lässt sich möglicherweise auf die seltene Frequentierung von Wasserstellen zurückführen, welche zu den wichtigsten Jagdrevieren der Beutegreifer zählen. Jungtiere werden mitunter vom Afrikanischen Goldwolf und vom Schabrackenschakal gestellt. Einzelne Individuen der letztgenannten Predatoren können die Muttertiere relativ gut abwehren, gelegentlich sind in rein weiblichen Herden auch weitere Tiere bei der Abwehr behilflich.
Zu den bekannten äußeren Parasiten gehören verschiedene Zeckenarten wie Rhipicephalus und Ornithodoros, innere umfassen vor allem Würmer. Bemerkenswert ist, dass territoriale Böcke stärker von Parasiten befallen sind als solche, die in Junggesellengruppen umherziehen. Möglicherweise ist dies eine der Ursachen, weshalb Männchen häufiger von der Territorialität zum Gruppenleben wechseln. Ein hoher Parasitenbefall verursacht zusätzliche energetische Kosten, die dann nicht mehr in die Verteidigung des Reviers investiert werden können.

## Systematik
Die Südliche Grant-Gazelle ist eine Art aus der Gattung der Spiegelgazellen (Nanger; auch Großgazellen genannt) und der Familie der Hornträger (Bovidae). Die Gattung wird innerhalb Familie zur Unterfamilie der Antilopinae gezählt, hierin steht sie in der Tribus der Gazellenartigen (Antilopini). Die Spiegelgazellen zeichnen sich durch ihre relativ größere Körperform von den anderen, nahverwandten Vertretern der Gattungen Gazella, Eudorcas und Antilope aus, mit denen sie eine engere Verwandtschaftsgruppe innerhalb der Antilopini bilden. Weitere Unterschiede finden sich in der Gestaltung des Rückenflecks, der sogenannte „Spiegel“, der bei den Nanger-Arten seitlich auskeilt und wonach die Gattung ihren deutschsprachigen Trivialnamen trägt. Auch reicht der Nasenspiegel nicht so weit zurück wie bei Gazella, aber weiter als bei Eudorcas. Außerdem lässt sich ein Trend zur Reduktion des Fellmusters erkennen. Aus skelettanatomischer Sicht können die vergleichsweise langen Schädel, die nur schwach entwickelte Voraugenregion und einzelne weitere Merkmale der Hörner und des Gebisses herangezogen werden.
In den meisten Systematiken werden den Spiegelgazellen neben den Grant-Gazellen zwei weitere Arten zugewiesen: die Sömmerringgazelle (Nanger soemmerringii) und die Damagazelle (Nanger dama). Übereinstimmend in zahlreichen molekulargenetischen Studien stehen sich die beiden letztgenannten näher, während die Grant-Gazellen die Schwestergruppe bilden. Einzelne Analysen sehen allerdings die Grant-Gazellen näher mit der Sömmerringgazelle verwandt. Über lange Zeit galten die Grant-Gazellen als Angehörige einer einzigen Art. Diese wurde im Deutschen als „Grant-Gazelle“ und wissenschaftlich unter dem Binomen Nanger granti geführt. Die Art enthielt mehrere Unterarten, von denen die Östliche und die Nördliche Grant-Gazelle mit den jeweiligen wissenschaftlichen Bezeichnungen N. g. petersii beziehungsweise N. g. notatus die bekanntesten waren. Bereits Ende der 1990er Jahre wiesen molekulargenetische auf eine hohe genetische Variabilität innerhalb der Grant-Gazellen hin. Weitere Untersuchungen im Jahr 2008 bestätigten dies und zeigten zudem auf, dass die Grant-Gazellen drei monophyletische Linien bilden, von denen wenigstens zwei (die Südliche und Nördliche Grant-Gazelle) keinerlei Vermischung zeigten. Aufgrund dessen empfahlen die Autoren der Studie, beide Linien als eigenständige Arten aufzufassen, gleiches vermuteten sie für die Östliche Grant-Gazelle infolge ihrer geographischen Isolation und deutlichen morphologischen Unterschiede. Demnach bilden die Grant-Gazellen einen Artkomplex. In einer Revision der Huftiere im Jahr 2011 hoben dann Colin P. Groves und Peter Grubb die drei Linien der Grant-Gazellen auf Artebene an. Der Einschätzung folgten im Laufe der Zeit weitere Autoren. Spätere Analysen aus dem Jahr 2021 ergaben eine Abtrennung der Östlichen Grant-Gazelle von der gemeinsamen Vorfahrenlinie im Übergang vom Mittel- zum Jungpleistozän vor etwa 134.000 Jahren. Die Aufspaltung der Südlichen und Nördlichen Grant-Gazelle folgte rund 40.000 Jahre später. Sie deckten zudem eine Hybridpopulation zwischen der Südlichen und Östlichen Grant-Gazelle im Bereich des Mkomazi-Nationalparks im nordöstlichen Tansania auf.
Teilweise werden innerhalb der Südlichen Grant-Gazelle weitere Unterarten unterschieden:
- N. g. granti (Brooke, 1872); Nominatform aus dem größeren Teil des Verbreitungsgebietes; mit leierartigen Hörnern, die zwischen 26 und 48 cm weit spannen
- N. g. robertsi (Thomas, 1903);  nordwestlichen Tansania und südwestlichen Kenia unmittelbar östlich des Victoriasees; stärker gebogene Hörner mit Spannweiten von 34 bis 66 cm

Während sich die Nördliche und die Östliche Grant-Gazelle laut genetischen Daten gut von der Südlichen Grant-Gazelle absetzen lassen, gilt dies nicht für N. g. robertsi. Zwar sprechen einige Untersuchungsergebnisse für eine Trennung der Südlichen Grant-Gazelle in eine westliche (N. g. robertsi) und eine östliche (N. g. granti) Population, allerdings lässt sich dies bisher nicht eindeutig belegen, etwa durch eine charakteristische geographische Verteilung der Haplotypen. In den genetischen Analysen aus dem Jahr 2021 ließen sich dann zwei Gruppen der Südlichen Grant-Gazelle herausarbeiten, die höchstwahrscheinlich mit den angenommenen Unterarten identisch sind. Zwischen beiden kommt es zur Hybridisierung im Bereich des Masai Mara.

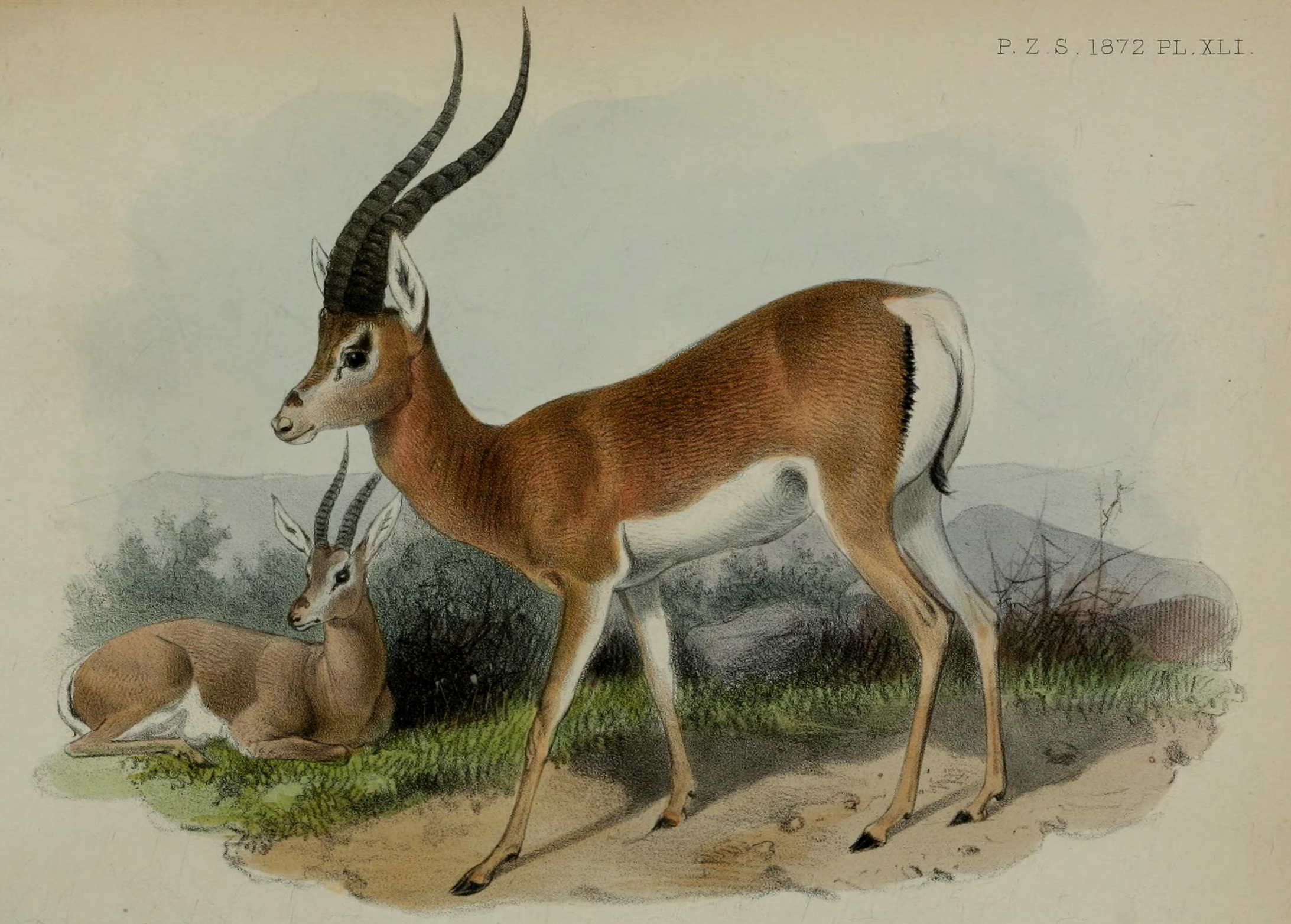
Zeichnerische Darstellung der Südlichen Grant-Gazelle aus der Erstbeschreibung von Victor Brooke 1872

Die wissenschaftliche Erstbeschreibung der Südlichen Grant-Gazelle erfolgte im Jahr 1872 durch Victor Brooke. Sie basiert auf Individuen, die von James Augustus Grant und John Hanning Speke auf ihrer Expedition zur Suche der Nilquellen zwischen 1860 und 1863 bei Ugogo in Tansania gesammelt worden waren. Zusammen mit einem Brief von Speke waren diese nach London verschifft worden, die Exemplare gingen allerdings verloren, lediglich Spekes Brief mit Zeichnungen der Hörner und des Kopfes erreichten das Ziel. Der Brief wurde 1863 publiziert und enthielt ebenfalls die Zeichnung. Darin vermutete Speke eine neue Art, sah aber eine enge Beziehung mit der Sömmerringgazelle. Nach ihrer Rückkehr nach London händigten Grant und Speke einige Farbzeichnungen an Brooke aus, die sie von der Gazellenform angefertigt hatten. Diese nahm Brooke zum Anlass, die Südliche Grant-Gazelle wissenschaftlich einzuführen. Mit dem Artepitheton granti ehrte Brooke den Afrikaforscher Grant und wies darauf hin, dass Speke mit der Spekegazelle bereits als Namenspatron fungierte. Die Form N. robertsi wurde 1903 von Oldfield Thomas als Unterart der Südlichen Grant-Gazelle etabliert. Thomas bezog sich dabei auf zwei Schädel mit deutlich stärker gebogenen Hörnern aus Mwanza am Südufer des Victoriasees im nordwestlichen Tansania.

## Bedrohung und Schutz
Gegenwärtig unterscheidet die IUCN die Grant-Gazellen nicht nach ihren eigenständigen Arten. Die Naturschutzorganisation sieht die Gesamtpopulation der Grant-Gazellen aufgrund ihrer weiten Verbreitung als „nicht bedroht“ (least concern). Allerdings werden nur 25 % der Population als stabil betrachtet, während der Rest rückläufig ist. Bedrohungen für den Bestand finden sich in der Jagd für Nahrungszwecke oder als Trophäe und im Lebensraumverlust durch die Ausdehnung der landwirtschaftlichen Nutzflächen. Schätzungen für die Südliche Grant-Gazelle gehen von rund 75.000 Individuen aus, von denen der größte Bestand mit möglicherweise rund 26.000 Tieren in der Serengeti lebt. Weitere bedeutende Schutzgebiete, in denen die Südliche Grant-Gazelle auftritt sind der Tarangire-Nationalpark, der Masai-Mara-Nationalpark, der Nairobi-Nationalpark und der Amboseli-Nationalpark.